# 殷祖镇
殷祖镇，是中华人民共和国湖北省黃石市大冶市下辖的一个乡镇级行政单位。

## 行政区划
殷祖镇下辖以下地区：
殷祖村、塘下村、北山村、丁山村、赤山村、洪口村、五庄村、江畈村、南山村、新屋村、南昌村、巴庄村、董口村、继堂村、高墙村、花市村、胡六村、朱铺村、七冲村和畈段村。